# Petr Kautský
Petr Kautský (* 10. ledna 1948) je český redaktor, překladatel a konferenční tlumočník z Italštiny.

## Život a spolková činnost
Petr Kautský je synem scenáristy, překladatele, filmového kritika a publicisty Oldřicha Kautského.
Narodil se v roce 1948 v Praze, vystudoval gymnázium Sladkovského. V letech 1966 až 1967 pracoval u Československých státních drah, v letech 1968 - 77 působil jako redaktor italské sekce v zahraničním vysílání Československého rozhlasu. Po roce 1977 začal pracovat na "volné noze" jako průvodce pod Pražskou informační službou. Tuto intelektuální práci opět spojil s občasnou výpomocí v Českých drahách při vykládání vagónů či jako pomocný stavební dělník a věnoval se tlumočení a překladu. Stal se jedním ze zakládajících členů Tělovýchovné jednoty Nohyb.
V roce 1990 se Petr Kautský podílel na založení Jednoty tlumočníků a překladatelů, profesní organizace tlumočníků a překladatelů v ČR a zasloužil se o navázání na masarykovskou tradici intenzivní spolkové činnosti, profesní i společenské. Zároveň se stal členem Obce překladatelů a Asociace konferenčních tlumočníků (ASKOT).

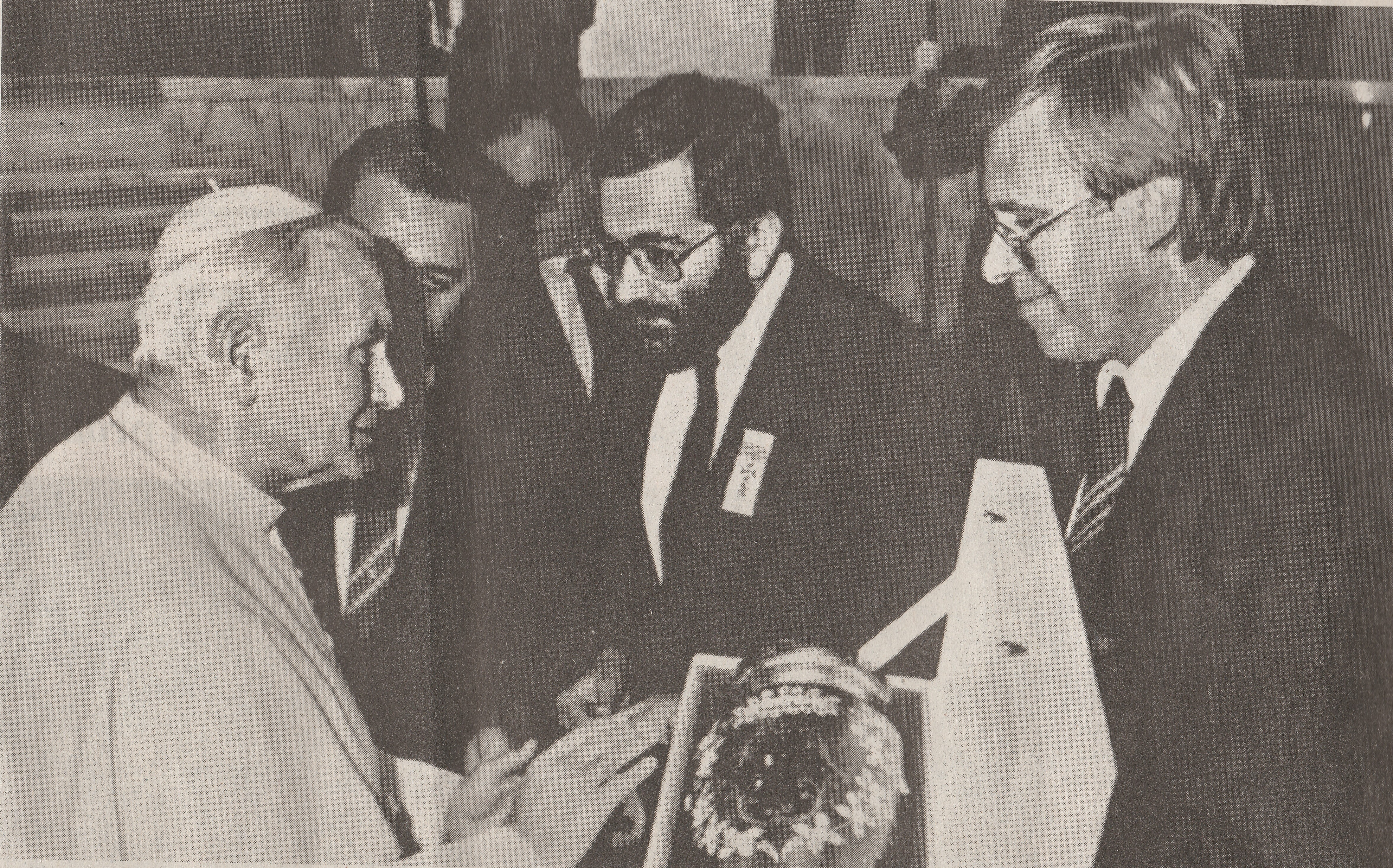
Návštěva československé delegace ve Vatikánu v listopadu 1989 u příležitosti svatořečení Anežky Přemyslovny (P. Kautský uprostřed), zdroj: Mf Dnes 15. listopadu 2005

Od roku 1990 působí jako šéfredaktor časopisu ToP (tlumočení – překlad), je pravidelně členem poroty Slovník roku, po tři období byl členem poroty Dabingové soutěže Františka Filipovského, spolu s Miloslavem Uličným obdržel od Obce překladatelů Krameriův vinš za organizaci stovky pořadů Klubu kultury překladu. Za svůj profesní život přeložil desítky italských filmů do češtiny a přetlumočil stovky konferencí a jednání. Jako tlumočník se setkal s papežem Janem Pavlem II. či prezidenty Václavem Havlem a Oscarem Luigi Scalfaro.

Od roku 1990 v Jednotě tlumočníků a překladatelů postupně zastával výkonné funkce místopředsedy, tajemníka i šéfredaktora. Každoročně koordinuje Jeronýmovy dny – dvoudenní odborný festival pro překladatele a tlumočníky v České republice. 
V lednu 2019 se stal spoluzakladatelem a tajemníkem Odborového svazu JTP, který byl ustaven vedle profesní organizace JTP, aby hájil pracovně právní a sociální zájmy svých řádných členů.
Na základě rozhovorů s Petrem Kautským vznikla diplomová práce Elišky Bělouškové, věnovaná historii Jednoty tlumočníků a překladatelů, která následně vyšla i knižně pod názvem 30 let Jednoty tlumočníků a překladatelů v diplomové práci Elišky Bělouškové Zemanové.
Petr Kautský je spoluautorem citované publikace TLUMOČENÍ A JAK NA TO aneb Chcete, aby vám rozuměli posluchači (a spolu s nimi i tlumočníci)?
Společně s Liborem Dvořákem a Danielou Fischerovou připravil publikaci věnovanou překladu poezie Tichá pošta.

## Ocenění
JTP udělila Petru Kautskému čestné členství: "Pravé ruce a duši celé organizace Petrovi Kautskému, neboť „on je ten, který bdí, když spíme, a pracuje, když se bavíme“.
Obec překladatelů udělila Petru Kautskému Krameriův vinš. Ten Obec překladatelů od 90. let 20. století uděluje jako poděkování osobnostem, které se významně zasloužily o podporu a rozvoj literárního překladu v České republice. K udělení Krameriova vinše dochází při vyhlášení Ceny Josefa Jungmanna.